# Phobocampe flavicincta
Phobocampe flavicincta là một loài tò vò trong họ Ichneumonidae.